# Ranbara variabilis
Ranbara variabilis är en insektsart som beskrevs av Irena Dworakowska 1983. Ranbara variabilis ingår i släktet Ranbara och familjen dvärgstritar.
Artens utbredningsområde är Thailand. Inga underarter finns listade i Catalogue of Life.